# جنگ‌افزار کشتارجمعی

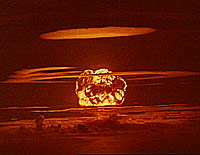
انفجار بمب هیدروژنی ۵ مگاتنی ردوینگ تیوا در بیکینی آتول، ۲۰ ژوئیه ۱۹۵۶

جنگ‌افزار کشتارجمعی (WMD) (به انگلیسی: Weapon of mass destruction)، نوعی جنگ‌افزار، اعم از زیستی، شیمیایی، پرتوزا، هسته‌ای و… است که می‌تواند بسیاری از افراد را کشته یا به‌طور قابل توجهی به آن‌ها آسیب زده یا به ساختارهای مصنوعی (مانند ساختمان‌ها) یا سازه‌های طبیعی (مانند کوه‌ها) و زیست‌کره، آسیب زیادی وارد کند. دامنه استفاده از این اصطلاح، تکامل یافته و مورد مناقشه قرار گرفته است، که اغلب بیشتر از لحاظ سیاسی، به معنای فنی است. در ابتدا با اشاره به بمباران هوایی با مواد منفجره شیمیایی در طول جنگ جهانی دوم ابداع شد، اما بعداً به تسلیحات مقیاس بزرگ فناوری‌های مربوط به جنگ، مانند جنگ‌های زیستی، شیمیایی، پرتوزا و هسته‌ای اشاره کرد.

## نمادهای رایج خطر
| نوع نماد (سمّی، پرتوزا یا زیستی) | نماد | یونی‌کد | تصویر |
| ------------------------------- | ---- | ------ | ----- |
| نماد مواد سمّی                   | ☠    | U+2620 | [ ۲ ] |
| نماد پرتوزایی                   | ☢    | U+2622 | [ ۳ ] |
| نماد خطر زیستی                  | ☣    | U+2623 | [ ۴ ] |